# Abdyl Frashëri

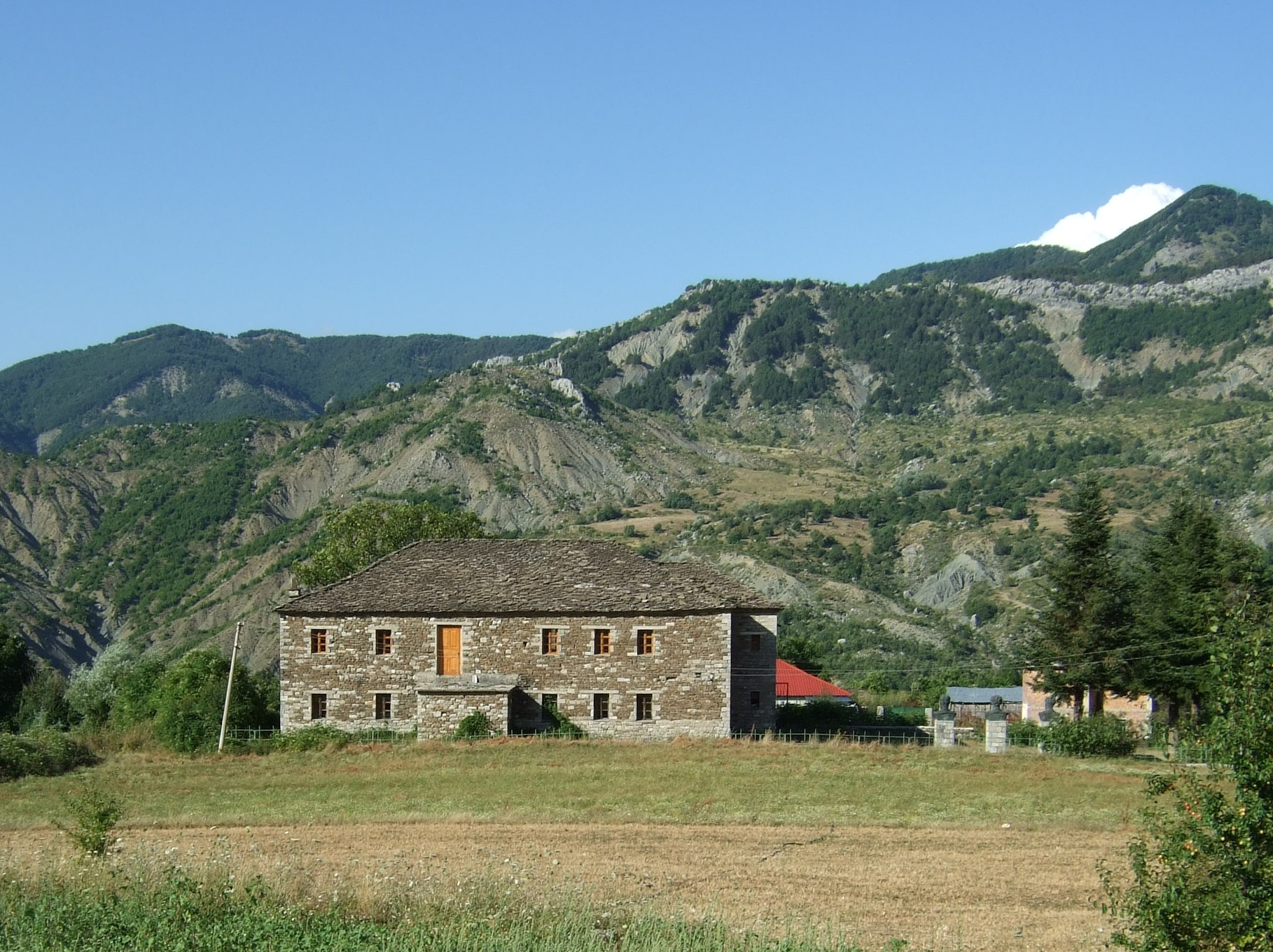
Dom rodzinny Abdyla Frashëriego

Abdyl Frashëri turec. Fraşereli Abdül Bey (ur. 29 sierpnia 1839 we wsi Frashër, okręg Gjirokastra, zm. 23 października 1892 w Stambule) – albański dziennikarz, urzędnik i działacz narodowy.

## Życiorys
Był najstarszym synem Halida Frashëriego i Emine Mirahori, starszy bratem Naima i Samiego. W 1865 po śmierci rodziców przeniósł się wraz z braćmi do Janiny, gdzie uczył się w greckojęzycznym szkole Zosimaia. Po ukończeniu szkoły zajmował się handlem. W 1877 otrzymał pracę w administracji osmańskiej, obejmując urząd szefa urzędu celnego w Janinie. W 1877 został wybrany deputowanym Janiny do parlamentu osmańskiego. Uczestniczył w dziesięciu posiedzeniach parlamentu (14-30 stycznia 1878).
W grudniu 1877 należał do grona założycieli Komitetu Centralnego Obrony Praw Ludu Albańskiego (Komitet Qendror për mbrojtjen e të drejtave të kombësise shqiptare). Organizacja powstała w Stambule i domagała się autonomii dla Albańczyków zamieszkujących Imperium Osmańskie. Po podpisaniu traktatu w San Stefano, decydującego o podziale ziem zamieszkałych przez Albańczyków pomiędzy państwa bałkańskie Abdyl Frasheri opublikował szereg artykułów w prasie greckiej i tureckiej, dotyczących problemu Albańczyków.
Należał do grona twórców Ligi Prizreńskiej i przywódcą grupy toskijskiej w jej składzie. Obrady delegatów albańskich, zebranych 10 czerwca 1878 w meczecie Bajrak w Prizrenie otworzyło przemówienie Abdyla Frashëriego jako delegata Albańczyków ze Stambułu. W 1879 jako przedstawiciel Ligi, Frashëri podróżował do Berlina, Paryża, Wiednia i Rzymu, przekonując do idei albańskiej autonomii. W grudniu 1880, z jego inicjatywy utworzono w Prizrenie Rząd Tymczasowy (Kuverne e përdorme). Po upadku Ligi w 1881 próbował przedostać się do Europy Zachodniej, ale został schwytany przez patrol turecki w okolicach Elbasanu i postawiony przed sądem specjalnym. Skazany na dożywocie odbywał karę w twierdzy w Prizrenie, a następnie w Balıkesirze. W 1885 z powodu złego stanu zdrowia zwolniony z więzienia. Ostatnie lata życia spędził w Stambule, gdzie działał w radzie miasta. W 1890 skierował list do premiera Włoch, Francesco Crispiego, apelując o utworzenie autonomicznej Albanii, na czele której miał stanąć książę pochodzenia albańskiego.
Zmarł w roku 1892. W roku 1978, w stulecie powstania Ligi Prizreńskiej, jego doczesne szczątki przeniesiono do Tirany i pochowano w parku nad Jeziorem Tirańskim. Został wyróżniony tytułem Heroi i Popullit (Bohater Ludu). Imię Abdyla Frasheriego noszą ulice w Tiranie, Durrësie, Pogradecu i w Peshkopii.

## Życie prywatne
Był żonaty z Ballkëze Frashëri, miał sześcioro dzieci.